# Passionnément
Passionnément (‘Apasionadamente’ en español) es una comedia musical en tres actos con música de André Messager y libreto en francés de Maurice Hennequin y cantables de Albert Willemetz. El título procede del estribillo de una canción a tiempo de vals del segundo acto. Se estrenó en el Teatro de la Michodière de París el 16 de enero de 1926.

## Historia interpretativa
Es una ópera poco representada en la actualidad; en las estadísticas de Operabase aparece con sólo una representación en el período 2005-2010, en Aubagne en 2009. Anteriormente, se había representado en Marsella y en Rennes en 2003. El Palazzetto Bru Zane-Centre de Musique Romantique Française ha promovido su interpretación en concierto en el Prinzregententheater de Múnich y su ulterior edición discográfica.

## Personajes
| Personaje         | Tesitura     | Reparto del estreno, 29 de septiembre de 1928 (Director: André Messager) |
| ----------------- | ------------ | ------------------------------------------------------------------------ |
| William Stevenson | barítono     | René Koval                                                               |
| Robert Perceval   | tenor        | Géo Bury                                                                 |
| Capitán Harris    | barítono     | Lucien Baroux                                                            |
| Le Barrois        | barítono     | Charles Lorrain                                                          |
| John              |              | Julien Carette                                                           |
| Ketty             | mezzosoprano | Jeanne Saint Bonnet                                                      |
| Julia             | soprano      | Denise Grey                                                              |
| Hélène            | mezzosoprano | Renée Duler                                                              |

## Argumento
Acto I
A bordo del yate Arabella, propiedad de Stevenson
Stevenson, un conflictivo hombre de negocios americano, llega a Trouville junto con su bella esposa Ketty, su joven doncella canadiense Julia y el capitán Harris. Se dispone a comprar, a un precio muy bajo, unas tierras en Colorado que el joven francés Robert Perceval ha heredado sin ser consciente de que puede encontrarse petróleo en ellas. Desconfiando de los hombres franceses Stevenson obliga a su esposa Ketty (antigua estrella del music-hall) a presentarse en público como una señora mayor, con canas y gafas tintadas, y le fuerza a jurar ante la Biblia. Robert sube a bordo junto a su amigo Le Barrois y su esposa Hélène, celosa amante de Robert, que se tranquiliza ante la presencia de la señora mayor con gafas. Más tarde, Ketty, ya sin su disfraz, conoce a Robert y se hace pasar por la sobrina (Marguerite) del brutal y abstemio Stevenson.
Acto II
En un elegante salón de la Vila des Roses de Trouville
El yate ha tenido que ser llevado a un dique seco para repararlo. Los visitantes se alojan mientas tanto en una villa. Ketty le confiesa a Julia su amor por Robert. Stevenson está impaciente por firmar el contrato cuanto antes. Justo cuando Robert va a hacerlo, recibe una nota de ‘Marguerite‘ advirtiéndole de sucesos clandestinos. Robert paraliza ante esto la firma y Stevenson, enfadado, se marcha al casino. Robert se pregunta si Marguerite le ama y el acto concluye con ambos abrazados. 
Acto III
Al día siguiente
Julia espera ser bendecida por el amor al igual que su señorita. Stevenson vuelve a casa desde el casino, donde ha descubierto las delicias del champán. Las tres botellas que ha bebido también le han convertido en alguien amable, considerado y consciente de la belleza de Julia. Los dos amantes aprovechan este cambio y logran que Stevenson revele las riquezas del terreno de Colorado y que se divorcie de Ketty y que, de este modo, ella y Robert puedan casarse.